# Jeannine Taylor
Jeannine Taylor (* 2. Juni 1954 in Hartford, Connecticut) ist eine US-amerikanische Theater- und Filmschauspielerin. 

## Biografisches
Taylor absolvierte ihre Ausbildung am Wheaton College in Wheaton, Illinois. Ihre erste Rolle auf der Theaterbühne hatte sie 1979 in dem Stück Die Regenschirme von Cherbourg. Es folgte ein Engagement in Cy Colemans Theaterstück Home Again, Home Again, das in Stratford und Toronto aufgeführt worden war, bevor es letztendlich unter hohen Kosten eingestellt wurde.
Ihre erste und einzige Rolle in einem Kinofilm hatte Taylor 1980 in Sean S. Cunningham Horrorklassiker Freitag der 13., wo sie einen der Teenager spielte, die im Laufe des Films nach und nach ermordet werden. Anschließend kehrte sie wieder in die Theaterszene zurück und hatte unter anderem von Dezember 1980 bis Januar 1981 die Hauptrolle in der Off-Broadway-Produktion Hijinks! inne. Danach spielte Taylor noch gelegentlich in diversen Fernsehproduktionen und Dokumentationen mit. 
Später arbeitete Taylor im Marketing-Management für das New Yorker Magazin The Institutional Investor. Sie ist zweimal geschieden und seit Februar 1990 in dritter Ehe verheiratet. In einer Episode der Netflix-Dokumentarfilmserie Filme: Das waren unsere Kinojahre von 2021 kehrt Jeannine Taylor 40 Jahre später an die alten Drehorte des Horrorfilms Freitag der 13. im Bundesstaat New Jersey zurück, an das Seeufer und die Camphütten, was man gegen Ende des Dokumentarfilms sieht.

## Filmografie
- 1980: Freitag der 13.
- 1982: The Royal Romance of Charles and Diana (Fernsehfilm)
- 2006: Going to Pieces: The Rise and Fall of the Slasher Film (Dokumentation)
- 2007: Cinemassacre's Monster Madness (Fernsehserie)
- 2013: Crystal Lake Memories: The Complete History of Friday the 13th (Dokumentation)

## Bühnenengagements
- 1979: Die Regenschirme von Cherbourg
- 1979: Home Again, Home Again
- 1980–1981: Hijacks!
- 1982: Robert and Elizabeth
- 1985: Seagulls
- 2010: A Cable from Gibraltar